# Lillejul (militär)
Lillejul (militär tradition) är subalternkårens årliga spex och julfest strax före jul. Man driver med de så kallade "gubbarna", äldre officerare och deras bedrifter under det gångna året. Subalternkåren leds av en subalternäldste som svarar för spexet och för att andra "gubbar" anger sina kollegor. I subalternkåren ingår kadetter och officerare upp till 35 års ålder, alternativt upp till majors grad, vilket som kommer först.